# Liparetrus trichotus
Liparetrus trichotus är en skalbaggsart som beskrevs av Britton 1980. Liparetrus trichotus ingår i släktet Liparetrus och familjen Melolonthidae. Inga underarter finns listade i Catalogue of Life.